# Пауш, Рэнди
Рэнди Пауш (англ. Randolf Frederick Pausch; 23 октября 1960, Балтимор, Мэриленд — 25 июля 2008, Чесапик, Виргиния) — профессор информатики Университета Карнеги — Меллона.

## Профессиональные достижения
Рэнди Пауш получил учёную степень бакалавра в области компьютерных наук в Университете Брауна и доктора философии по вычислительной технике в университете Карнеги-Меллон. Он был одним из основателей (вместе с Доном Маринелли) Центра развлекательных технологий (ETC) в университете Карнеги-Меллон и начал здесь же читать курс «Построение виртуальных миров».
Имел звание Молодой исследователь президентского Национального научного фонда (англ. National Science Foundation Presidential Young Investigator), был аспирантом фонда «Lilly Foundation» (англ. Lilly Foundation Teaching Fellow), затем профессором департамента компьютерных наук университета штата Виргиния в школе инженерии и прикладной науки с 1988 до 1997 года. Выполнял исследовательские работы для Walt Disney Imagineering и Electronic Arts, а также консультировал Google по вопросам разработки пользовательского интерфейса.
Получил две награды от Ассоциации вычислительной техники в 2007 году за выдающийся вклад в дело образовательного процесса компьютерных наук — премию «Karl V. Karlstrom Outstanding Educator Award» и премию «ACM Special Interest Group on Computer Science Education Award». В том же 2007 году он стал членом ассоциации.
Автор и соавтор пяти книг и более 70 статей, а также основатель программного проекта Alice.

## Борьба с раком
В 2006 году Рэнди был поставлен диагноз «терминальный рак поджелудочной железы». Почти год ему проводили хирургическое лечение и экспериментальную химиотерапию, но в августе 2007 года врачи сообщили, что опухоль метастазировала в печень и селезёнку. После этого Рэнди назначили курс паллиативной химиотерапии, чтобы продлить жизнь как можно дольше: по оценкам, сделанным в то время — от трёх до шести месяцев.
В 2007 году он вместе с семьёй (женой Джей и детьми Диланом, Логаном и Хлоей) вернулся в Виргинию, поставив перед собой задачу оставить детям как можно больше воспоминаний о себе и решив жить не как тяжелобольной, но с полной отдачей для семьи и себя.

## «Последняя лекция»
18 сентября 2007 года Рэнди представил «Последнюю общественную лекцию» на тему «Действительное достижение мечты вашего детства» в университете Карнеги — Меллон. Это выступление входит в серию лекций, где известных учёных просят задуматься и выступить с гипотетической «окончательной речью», чтобы высказаться «перед всем миром, если бы вы знали, что это был ваш последний шанс?».

### Другие лекции и выступления
- 27 ноября 2007 года Рэнди представил обновлённую версию своей лекции «Time Management» в университете штата Виргиния, выступив перед аудиторией в 850 человек.
- В марте 2008 года Рэнди выступил перед Конгрессом с заявлением о необходимости увеличить финансирование и оказать поддержку исследований раковых заболеваний (злокачественных опухолей).

## Последние месяцы и смерть
Личное мужество учёного проявилось в серии откровенных публичных выступлений с целью увеличения финансирования исследований раковых заболеваний и для привлечения общественного внимания к судьбам тяжелобольных. 13 марта 2008 года Рэнди выступил с инициативой увеличения федерального финансирования для борьбы с раком поджелудочной железы перед сенатом США, перед подкомитетами по труду, здравоохранению и социальными службами, образования и соответствующих учреждений.
2 мая 2008 года ПЭТ-сканирование показало, что рак распространился на лёгкие, некоторые лимфатические узлы в груди, также были обнаружены метастазы в брюшине и забрюшинном пространстве.
25 июля 2008 года Рэнди Пауш умер от рака поджелудочной железы в семейном доме в Чесапике в Виргинии, куда он переехал, чтобы жена и дети пожили с родственниками после его смерти.